# Watervale (Île-du-Prince-Édouard)
Pour les articles homonymes, voir Watervale.
Watervale est une communauté dans le comté de Queens sur l'Île-du-Prince-Édouard, au Canada, au sud de Mount Stewart.